# التحصين في العصور الوسطى

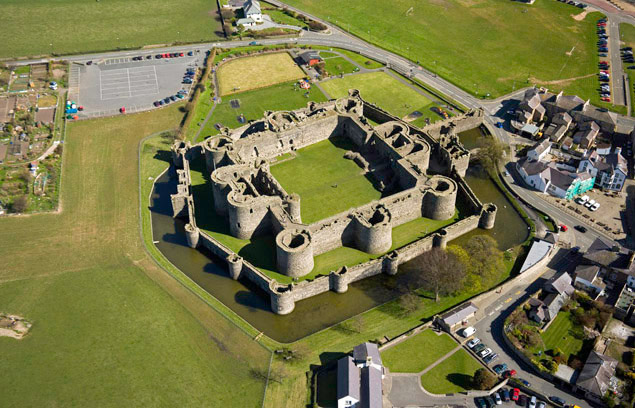
بُنيت قلعة بوماري في ويلز في آخر القرن الثالث عشر، وهي مثال للقلاع المتراكزة والتي ظهرت في نهاية العصور الوسطى.

التحصين في العصور الوسطى يُشير إلى الأساليب التي تشمل تطور أبنية الحصون واستخدامها في أوروبا خلال العصور الوسطى، منذ سقوط الإمبراطورية الرومانية الغربية وحتى عصر النهضة. خلال هذه الألفية، غيرت الحصون حروب العصور الوسطى، وعُدّلت هذه التحصينات لتلائم التكتيكات الجديدة والأسلحة وتقنيات الحصار.

## أنواع التحصين

### أبراج الرماة
كانت أبراج القلاع في العصور الوسطى مصنوعة عادة من الحجر، ونادرًا ما استُخدم الخشب في صناعتها. تضمنت في كثير من الأحيان في الجزء الأخير من العصر أسوارًا وحلقات للأسهم. كانت حلقات الأسهم شقوقًا رأسية في الجدار، وكان الرماة يطلقون الأسهم على المهاجمين من خلالها. جعلت هذه الحلقات إطلاق المهاجمين الأسهم على المدافعين أمرًا صعبًا.

### جدران المدينة
تعتمد الطبيعة الدقيقة لجدران مدينة أو بلدة من العصور الوسطى على الموارد المتاحة لبنائها وعلى طبيعة التضاريس والتهديد الذي تتلقاه هذه المنطقة. كان من المحتمل لجدران شمال أوروبا في وقت مبكر من هذه الفترة أن تكون مصنوعة من الخشب ولذلك فهي تقاوم قوى صغيرة فقط. استُبدل الحجر بالخشب في المناطق التي كان فيها متوافرًا، لأنه يؤمن مستوى أعلى من الأمان. كان هذا هو النمط المعتمد في المناطق الإدارية الخمس في دانلو في إنجلترا.
امتلك الجدار في كثير من الأحيان بوموريوم داخليًا وآخر خارجيًا، وهو شريط من الأرض الخالية المجاورة للجدار مباشرة. تعود الكلمة إلى أواخر القرون الوسطى وتُستمد من العبارة اللاتينية الكلاسيكية بوست موروم التي تعني («خلف الجدار»).
جُرّد البوموريوم الخارجي من الشجيرات والأبنية ما أعطى المدافعين رؤية واضحة لما كان يحدث في الخارج وحقلًا خاليًا من العوائق ليتمكنوا من التسديد، بينما أعطى البوموريوم الداخلي وصولًا سهلًا إلى الجزء الخلفي من الجدار الساتر لتسهيل حركة الحماة إلى النقطة التي يحتاجون إلى الوصول إليها. تطورت الكلمة بشكل أكبر بحلول نهاية القرن السادس عشر وأصبحت الكلمة بوميري شائعة الاستخدام.
لم تعد جدران القرون الوسطى آمنة ضد تهديد حقيقي من الجيش في ذلك الوقت، لأنها لم تُصمم لتكون قوية بما يكفي لمقاومة نيران المدافع. أُعيد بناؤها في بعض الأحيان، كما هو الحال في بيرويك أون تويد، أو احتُفظ بها كما هي واستُخدمت ضد اللصوص والتهديدات الأقل خطرًا. طُوّرت مخططات معقدة ومدروسة للغاية للدفاع عن المدن في كل من هولندا وفرنسا، ولكنها تنتمي بشكل أساسي إلى فترات ما بعد العصور الوسطى. من المرجح أنه بحلول عام 1600، أصبحت جدران العصور الوسطى تُستخدم كمنصة لعرض عمليات الإعدام عن طريق الشنق، في الوقت الذي استُخدم البوميري كمساحة يتجمع فيها المشاهدون أو كمصدر لحجارة البناء وموقع لاستخدامها. ومع ذلك، بقي عدد قليل من الجدران مثل تلك الموجودة في قرقشونة ودوبروفنيك ورُممت بشكل شبه كامل.
نجحت جدران العصور الوسطى التي لم تعد كافية للدفاع عن المدينة في التحول إلى القلعة النجمية، التي أصبحت قديمة للغاية بعد اختراع القذيفة المتفجرة.

### الموانئ
في كثير من الأحيان، كانت الموانئ أو أي وسيلة أخرى للوصول إلى المياه أمرًا ضروريًا لبناء التحصينات في العصور الوسطى، فقد كانت طريقًا مباشرًا للتجارة والتحصين. وفرت إمكانيةُ الوصول المباشر إلى المياه مسارًا يمكن من خلاله الحصول على الإمدادات مرة أخرى في أوقات الحرب، وطريقةً إضافية للتنقل في أوقات السلم، ووفرت إلى جانب ذلك مصدرًا محتملًا لمياه الشرب بالنسبة إلى الحصن أو القلعة المحاصرة. استخدم الإنجليز مفهوم الأنهار أو الموانئ التي تصل مباشرة إلى جدران التحصينات بشكل خاص، إذ بنوا القلاع في جميع أنحاء ويلز. هناك أدلة على أن الموانئ كانت محصنة، إذ كانت الهياكل الخشبية في الماء تصنع نصف دائرة حول الميناء أو من خلال الأرصفة، كما نجد في إعادة بناء الفنانين لهيديبي في الدنمارك، مع احتوائها على فتحة تسنح بوصول السفن إلى اليابسة. تمتلك هذه الهياكل الخشبية عادة قواعد صغيرة في كلا الطرفين، ما يخلق «نقطة مراقبة» ومنصة دفاع.

### الكنائس والأديرة
كان الدين جزءًا أساسيًا من حياة الجنود في العصور الوسطى، وقد بُنيت الكنائس، والمعابد، والأديرة، والمباني الدينية الأخرى، غالبًا داخل جدران أي نوع من التحصينات، سواء كانت مؤقتة أو دائمة. اعتُبر المكان الذي يقدم الخدمات الدينية للجنود أمرًا ضروريًا لرفع معنوياتهم.

### موت آند بايلي
موت آند بيلي (تلة وساحة) هو الشكل السائد للقلاع خلال القرنين الحادي عشر والثاني عشر. احتوت هذه القلاع على ساحة (تُسمى بايلي) محمية بخندق وسور (سياج خشبي قوي). كان المدخل غالبًا محميًا بواسطة جسر ثابت، أو جسر قابل للرفع، أو برج بوابة خشبي. بُنيت داخل بايلي إسطبلات، وورش للعمل، وكنيسة صغيرة.
شكّل المُوت الملاذ الأخير في هذا النوع من القلاع، فهو تلة مرتفعة من الأرض يختلف ارتفاعها ويتراوح بين 3 أمتار وحتى 30 مترًا، بينما يتراوح قطرها بين 30 مترًا وحتى 90 مترًا. يوجد برج على قمة الموت، كان في معظم الحالات مصنوعًا من الخشب مع أن بعضها استخدم الحجارة. عُثر على أبراج حجرية في التلال الطبيعية، إذ لم تكن الأبراج الاصطناعية قوية بما يكفي لدعم الأبراج الحجرية. احتوت التلال (الموتس) الأكبر حجمًا على أبراج تمتلك العديد من الغرف، بما فيها القاعة الكبرى، بينما احتوت التلال الأصغر حجمًا على أبراج للمراقبة فقط.

## الإنشاء
قد يستغرق بناء التحصينات عقودًا في كثير من الأحيان، لكن سلسلة القلاع الويلزية التي بناها إدوارد الأول شكلت استثناءً، فقد ركز الكثير من موارد مملكته على بنائها السريع. بالإضافة إلى الاستعانة بالعمال المأجورين، وُضع الآلاف من الرجال في كل مواقع العمل بحجة الضرائب القسرية ما قصر مدة البناء إلى بضع سنوات فقط.

### الموقع
يمكن للطبيعة أن توفر دفاعات فعالة للغاية بالنسبة إلى القلعة. لهذا السبب، تُبنى العديد من القلاع على التلال الأكبر حجمًا التي تمتلك المنحدرات الأكبر وتلك التي تكون قريبة من الأنهار والبحيرات أو حتى الكهوف.

### مواد البناء
اختلفت مواد البناء التي استُخدمت لبناء القلاع عبر التاريخ. استُخدم الخشب في بناء معظم القلاع حتى عام 1066، فقد تميز بكونه رخيصًا وسريع البناء، ولكن قابليته للاشتعال كانت السبب في تراجع استخدامه كمادة لبناء القلاع، وسرعان ما أصبح الحجر أكثر شعبية.
استغرق بناء القلاع الحجرية سنوات عديدة حسب الحجم الكلي للقلعة. كان الحجر بالتأكيد أقوى وأكثر كلفة من الخشب، إذ كان يجب استخراج معظم الحجارة على بعد أميال من موقع البناء، ثم إحضارها إليه. فقدت هذه القلاع قوتها مع اختراع المدفع والبارود.

### التكلفة
تعتمد تكاليف الجدران على المواد المستخدمة لبنائها. كلّف الخشب القليل من المال فهو رخيص وسريع البناء، لكنه كان ضعيفًا. كان الحجر قويًا لكنه كان مكلفًا للغاية ويستغرق وقتًا طويلًا في البناء.

### القوى العاملة
تكوّنت القوى العاملة في العصور الوسطى بشكل رئيسي من العبيد.

### الجدران
اختلف ارتفاع الجدران بشكل كبير حسب القلعة، ولكن بلغت سماكة أغلبها نحو 2.5-6 أمتار. عادة ما يعلو الجدران زينة الشرفة أو الدريئة لتوفير الحماية للمدافعين.
تتميز بعض الجدران بوجود السقاطات وهي فتحات بين الجدار والدريئة، تسمح للمدافعين برمي الحجارة والماء المغلي وغيرهما على المهاجمين في الأسفل. تتميز بعض القلاع بوجود جدران داخلية إضافية تُعد تحصيناتٍ إضافيةً يمكن من خلالها إقامة دفاع ثانوي في حال اختراق الجدران الخارجية.